# Dendervallei Ninove
Dendervallei Ninove is een Oost-Vlaams natuurgebied dat ligt op de linkeroever van de Dender tussen Zandbergen (België) (Geraardsbergen) en Ninove. Op Ninove loopt het over het grondgebied van de deelgemeenten Appelterre-Eichem, Outer en stad Ninove.
Het is een reservatenproject van de vzw Natuurpunt en meer dan 50 ha (toestand januari 2010) van de eigendommen van Natuurpunt zijn erkend door de Vlaamse Gemeenschap als natuurgebied.
Binnen het visiegebied zijn verschillende vegetatietypen zoals valleibos, populierenaanplant, kapvlakteruigten, moerasvegetatie, mesofiel hooiland, dotterbloemgrasland, soortenrijk grasland en graasweide te vinden.
In dit natuurgebied is Natuurpunt in samenwerking met de stad Ninove een nieuw speelbos van 6 ha aan het aanleggen. Dit ligt aan het kruispunt Den Dollar, Elisabethlaan te Ninove. Hier of aan Café Zwarte Flesch, Schuitstraat 16 te Pollare start ook een bewegwijzerde wandeling van 6km doorheen het natuurgebied en langs de Dender.

## Aanwezige fauna en flora
- Zoogdieren: waterspitsmuis, dwergspitsmuis, bosspitsmuis, huisspitsmuis, laatvlieger, gewone dwergvleermuis, gewone grootoorvleermuis, watervleermuis, dwergmuis, bosmuis, rosse woelmuis, vos, bunzing, steenmarter, ree, haas.
- Broedvogels: waterral, blauwborst, rietgors, cettiszanger, nachtegaal, buizerd, kleine karekiet, steenuil, ransuil, wielewaal.
- Wintervogels en doortrekkers: kleine- en grote zilverreiger, winter- en zomertaling, watersnip, ooievaar, sijzen, bosrietzanger.
- Amfibieën: groene kikker sp., bruine kikker, gewone pad, kleine watersalamander en vinpootsalamander.
- Vlinders: gele luzernevlinder, bruin blauwtje, icarusblauwtje, groot dikkopje zwartsprietdikkopje, landkaartje, oranje zandoogje, bruin zandoogje, bont zandoogje, klein koolwitje, groot koolwitje, klein geaderd witje, kleine vuurvlinder, dagpauwoog, atalanta, distelvlinder, gehakkelde aurelia, koninginnenpage.
- Planten: avondkoekoeksbloem, holpijp, penningkruid, bosveldkers, moeraswalstro, veenwortel, valse voszegge, waterweegbree, kranswieren, kleine ratelaar, grote ratelaar, veldlathyrus, moerasrolklaver, bosbies, bosorchis, gevlekte orchis.